# 社会党中間派
社会党中間派(しゃかいとうちゅうかんは)は、日本社会党の左派と右派の間に属する日労系のグループ。右派が社会民主主義、左派が労農派マルクス主義を掲げたのに対して民主社会主義を模範とした。代表的な人物として石橋政嗣などがいる。

## 歴史
第二次世界大戦の戦後処理をめぐっては、右派とともに講和条約の締結には賛成、日米安保には反対の立場をとり、両条約に反対する左派と対立した。